# Philip de Chiese

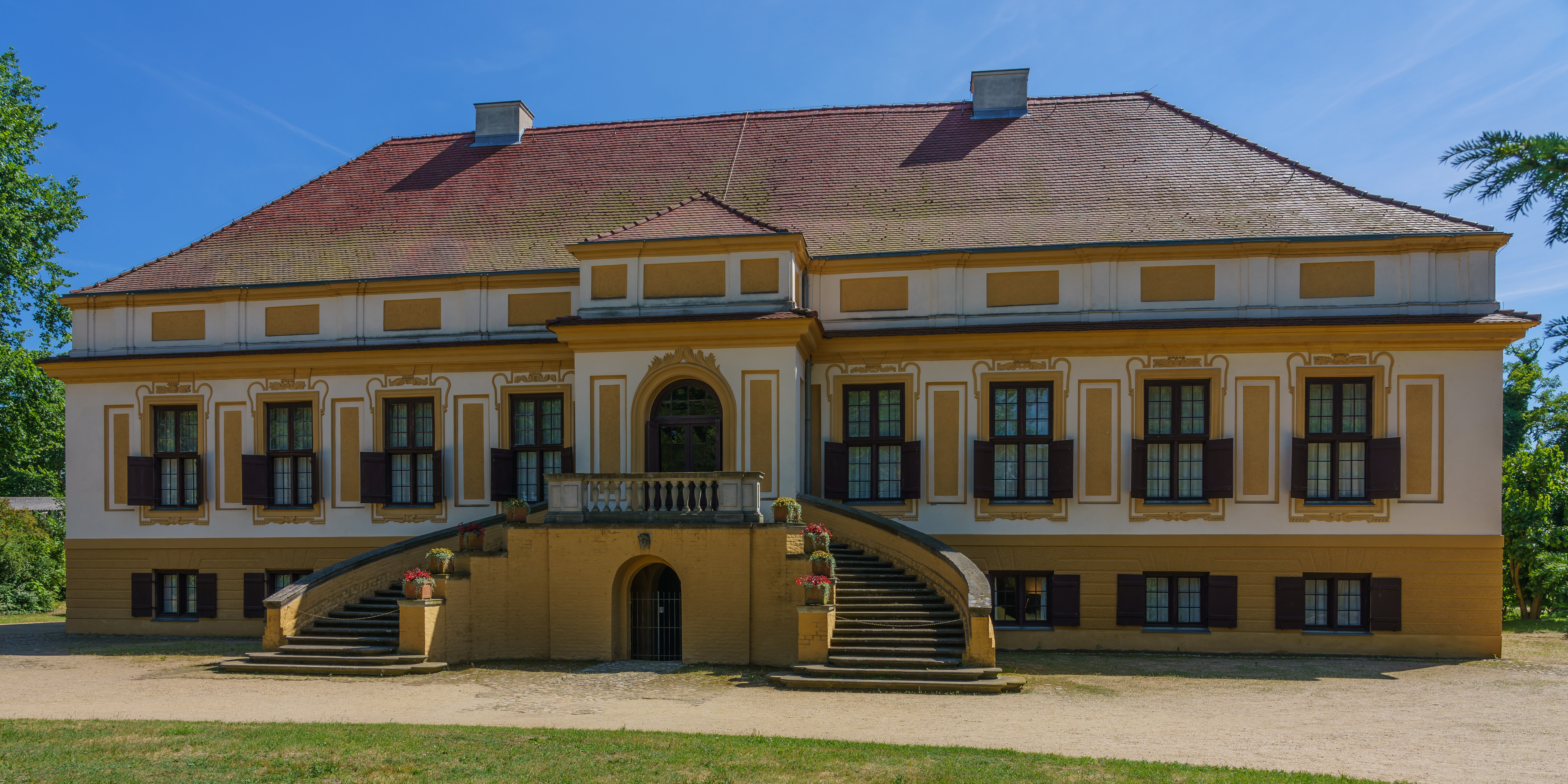
Schloss Caputh

Philip de Chiese, auch Philipp de Chièze, Philippo di Chieze, Filippo di Chieze, Filippo di Chiefa oder Philippe de La Chièze, Philipp de la Chaise, Philipp von Chaise (* 25. Dezember 1629 in Amersfoort/Holland; † April 1673 in Osterwieck), war Kammerjunker, Baumeister und Generalquartiermeister im Dienste Friedrich Wilhelms von Brandenburg.

## Leben und Werk
Philip de Chiese wurde 1629 in Holland geboren, wo er auch aufwuchs. Er stammte aus einer angesehenen hugenottischen, aus dem Piemont stammenden Familie. Sein Vater war Thomas de Chieze (* 1573 oder 1583 wahrscheinlich in Orange/Frankreich; † 1632), von 1605 bis 1629 Offizier bei der Gardereiterei des Statthalters Moritz von Oranien in Amersfoort, zuletzt als Rittmeister. Von 1654 bis 1660 betätigte sich Philip de Chiese als Kaufmann und machte Geldgeschäfte u. a. in den Haag und Amsterdam. Im Jahre 1660 kam er auf Grund gesellschaftlicher Beziehungen (Prinz von Oranien) an den Brandenburgischen Hof. Unter Friedrich Wilhelm war er zuerst Kammerjunker und ab 1664 Generalquartiermeister im Rang eines Obristen zu Fuß. Im Auftrag des Kurfürsten wirkte er als Baumeister und Architekt unter anderem beim Potsdamer Stadtschloss, besonders aber an Kanal und Festungsbauten mit. Dieser überließ ihm 1662 das Gut und das desolate Bauwerk des späteren Schlosses Caputh. Er ließ das während und nach dem Dreißigjährigen Krieg verfallene Gebäude im frühbarocken Baustil wiedererrichten. 1671 gingen das Schloss Caputh und das Gut mit sämtlichen Ländereien und Weinberg zurück an den Kurfürsten. Chiese erhielt dafür einen 150 Hufen (ca. 2600 Hektar) umfassenden Landbesitz im Memeldelta in Ostpreußen, aus dem später die Grafschaft Rautenburg hervorging.

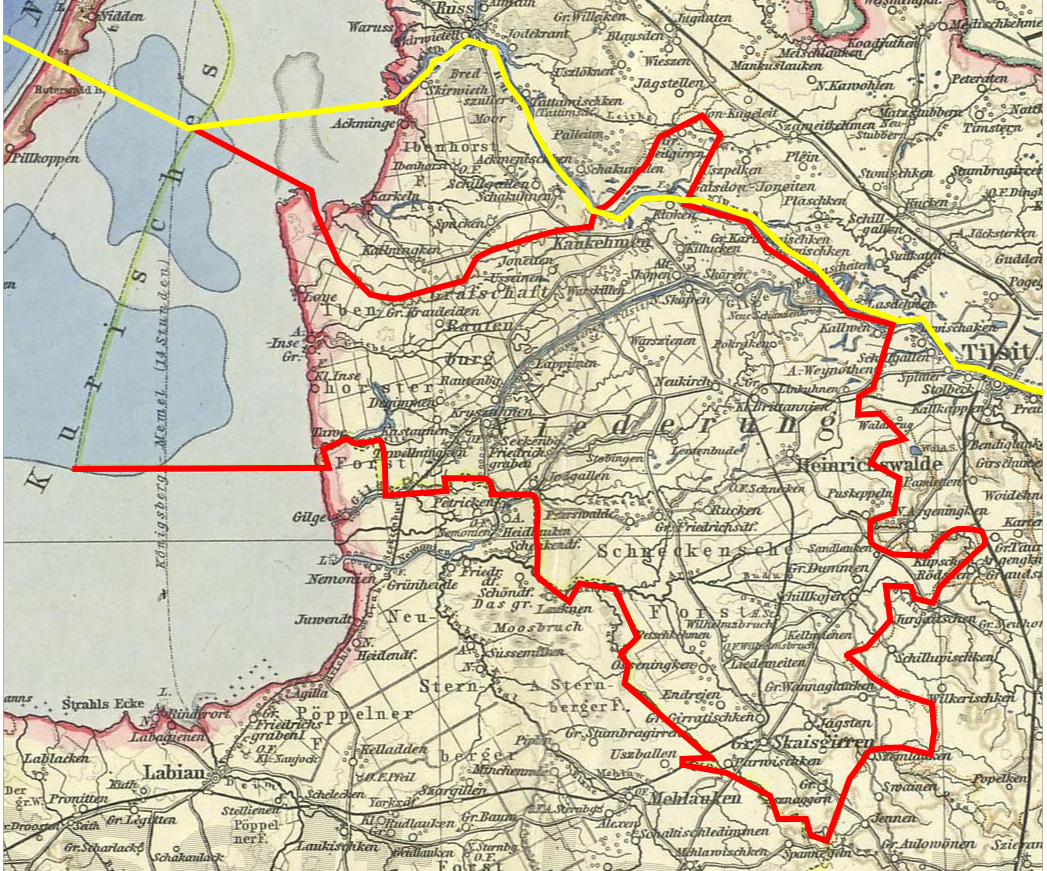
Grafschaft Rautenburg und Lage von Schloss Rautenburg an der rechten Seite der Gilge im Landkreis Niederung (Kreisgrenzen bis 1920 in rot, heutige litauisch-russische Grenze in gelb. Diese Grenzziehung entspricht auch der nördlichen Kreisgrenze nach Abtrennung des Memellands 1920.)

Am 30. Januar 1665 hatte Chiese im Dom zu Cölln zum ersten Mal geheiratet. Nachdem er Witwer geworden war, heiratete er in Königsberg am 20. Mai 1669 die 19-jährige Luise Katharina von Rautter. Das Schloss in Ostpreußen, das er errichten ließ, nannte er zu Ehren seiner Frau Rautenburg. Chiese hatte dem Kurfürsten versprochen, eine Gegend um Lappienen (später Alt Lappienen, 1938 bis 1946 Rauterskirch) zu entwässern und trockenzulegen und so der landwirtschaftlichen Nutzung zuzuführen. Nach dem plötzlichen Tod von Philip de Chiese im Jahr 1673 heiratete seine Witwe 1679 den Reichsgrafen Wolfgang Christoph Truchsess von Waldburg. In Lappienen ließ sie nach seinem Entwurf eine Kirche errichten. Chiese wurde im Dom zu Cölln begraben.

## Bauwerke
Philip de Chiese wurde mit zahlreichen Bauvorhaben betraut. Aus der Literatur geht jedoch nicht immer eindeutig hervor, ob er als Baumeister / Architekt oder als Baubeauftragter bzw. Bauverantwortlicher im Auftrag Friedrich Wilhelms tätig war. Zu den größeren Projekten zählen das Berliner und Potsdamer Stadtschloss, welches er von 1660 bis 1673 als Baumeister betreute und dort maßgeblich die Hauptfassade mit der grünen Treppe gestaltete. Weiter war er mittätig an einem älteren Flügel des Berliner Münzgebäudes und an Festungsbauten in Küstrin, Stargard und Kolberg. In Berlin begann er mit dem Bau eines Hauses in der Kurstraße (dem späteren Fürstenhaus), das von den Erben halbfertig an Eberhard von Dankelmann verkauft wurde.
Seine Mitarbeit am Friedrich-Wilhelms-Kanal bei Müllrose, einem Teil des späteren Oder-Spree-Kanals, ist verbürgt. Auch am Bau der Schleuse und des Packhofs in Berlin war er beteiligt. In seiner späteren Heimat Ostpreußen ließ er einen Kanal anlegen zwischen der Gilge, heute Matrossowka, einem Mündungsarm der Memel und der Deime (heute Dejma) zur Schiffbarmachung und zur Entwässerung des Gebietes. Nach dem Tod von de Chiese führte seine Witwe die Fertigstellung des ca. 6 km langen Kleinen Friedrichsgraben (heute Nemoninski kanal) fort. Gleichzeitig wurden Deiche und Dämme gebaut. Diese ermöglichten erst in dem Gebiet eine ertragssichere Landwirtschaft.

## Erfinder einer bekannten Kutsche
Philip de Chiese gilt außerdem als Erfinder einer in der Barockzeit sehr bekannten Pferdekutsche, der so genannten Berline oder Berliner Kalesche. 1683 schenkte der Kurfürst dem französischen Sonnenkönig Ludwig XIV. ein vergoldetes Exemplar. Volksetymologisch wird der Ausdruck „Scheese“ für eine Kutsche oder ein altes Auto auf den angeblichen Erfinder dieser Kutsche bezogen; zur eigentlichen Herkunft siehe Chaise.